# Schulmanela petruschewskii
Genre
Espèce
Synonymes
- Hepaticola petruschewskii Shulman, 1948 (protonyme)[1]
- Capillaria acerinae Thieme, 1961[1]

Schulmanela petruschewskii, unique représentant du genre Schulmanela, est une espèce de nématodes de la famille des Capillariidae et parasite de poissons.

## Description
Le stichosome est constitué de trois rangées de stichocytes. Chez le mâle, l'extrémité postérieure est dépourvue de palettes caudales contrairement à d'autres Capillariidae. La bourse membraneuse est soutenue par deux lobes dorso-latéraux digités, et deux grosses papilles adanales sont présentes. Le spicule est bien sclérifié, avec de légères rainures transversales dans sa partie médiane, et sa gaine n'est pas épineuse. La femelle n'a pas d'appendice vulvaire.

## Hôtes
Schulmanela petruschewskii parasite le parenchyme du foie de nombreuses espèces de poissons.

## Taxonomie
L'espèce est décrite en 1948 par Solomon Samuilovich Shulman, sous le protonyme de Hepaticola petruschewskii. En 1964, Vasiliĭ Matveevich Ivashkin déplace l'espèce pour un nouveau genre, Schulmanela, dédié à Shulman. Capillaria acerinae, décrit par H. Thieme en 1961, est synonyme de S. petruschewskii.